# Palais de justice de Montpellier
Le palais de justice historique de Montpellier, dans l'Hérault, est un édifice situé rue Foch en plein cœur de Écusson de Montpellier, inscrit aux monuments historiques.
Le bâtiment abrite actuellement la Cour d'assises et la cour d'appel. Les autres administrations judiciaires ayant été transférées dans le nouveau Palais de Justice (Cité Judiciaire Méditerranée). Le tribunal judiciaire, est transféré depuis 1996, dans le nouveau palais de justice, place Pierre-Flotte.

## Histoire

### Palais des Guilhems
Au Moyen Âge à l'emplacement de l'ancien palais de justice, se situe la forteresse des Guilhems, seigneurs de Montpellier. Guilhem Ier a reçu ce fief en 985 de Bernard II, conte de Melgueil.
Sous la dominance des Guilhem, la justice était rendue pour les affaires civiles comme criminelles par un bailli. Ses décisions étaient examinées en appel devant la Cour du seigneur, sise dans l’ancien château-fort puis, par la suite, devant la Cour de Bailli.
En 1349, Montpellier passa sous la domination des rois de France qui se font représenter par les gouverneurs du Palais. En 1577, pendant les guerres de Religion, l’ancien château-fort, devenu palais des Seigneurs de Montpellier, est démoli.

### Cour de justice
En 1629, la nouvelle Cour des Comptes, Aides et Finances de Montpellier s'installe sur les ruines du château. En 1789, l’édifice en place est réparé puis restauré pour recevoir le Tribunal révolutionnaire, qui devient une Cour impériale en 1811 puis une Cour royale en 1814.

### Rénovation
En 1839, le bâtiment souffre d’un état de délabrement avancé, conduisant le gouvernement de l’époque à entreprendre la construction d’un nouveau palais de justice. Le projet de Charles Abric, architecte du département de l’Hérault est retenu. La construction du palais de justice tel qu'on le connait aujourd'hui a eu lieu de 1846 à 1853.

## Description

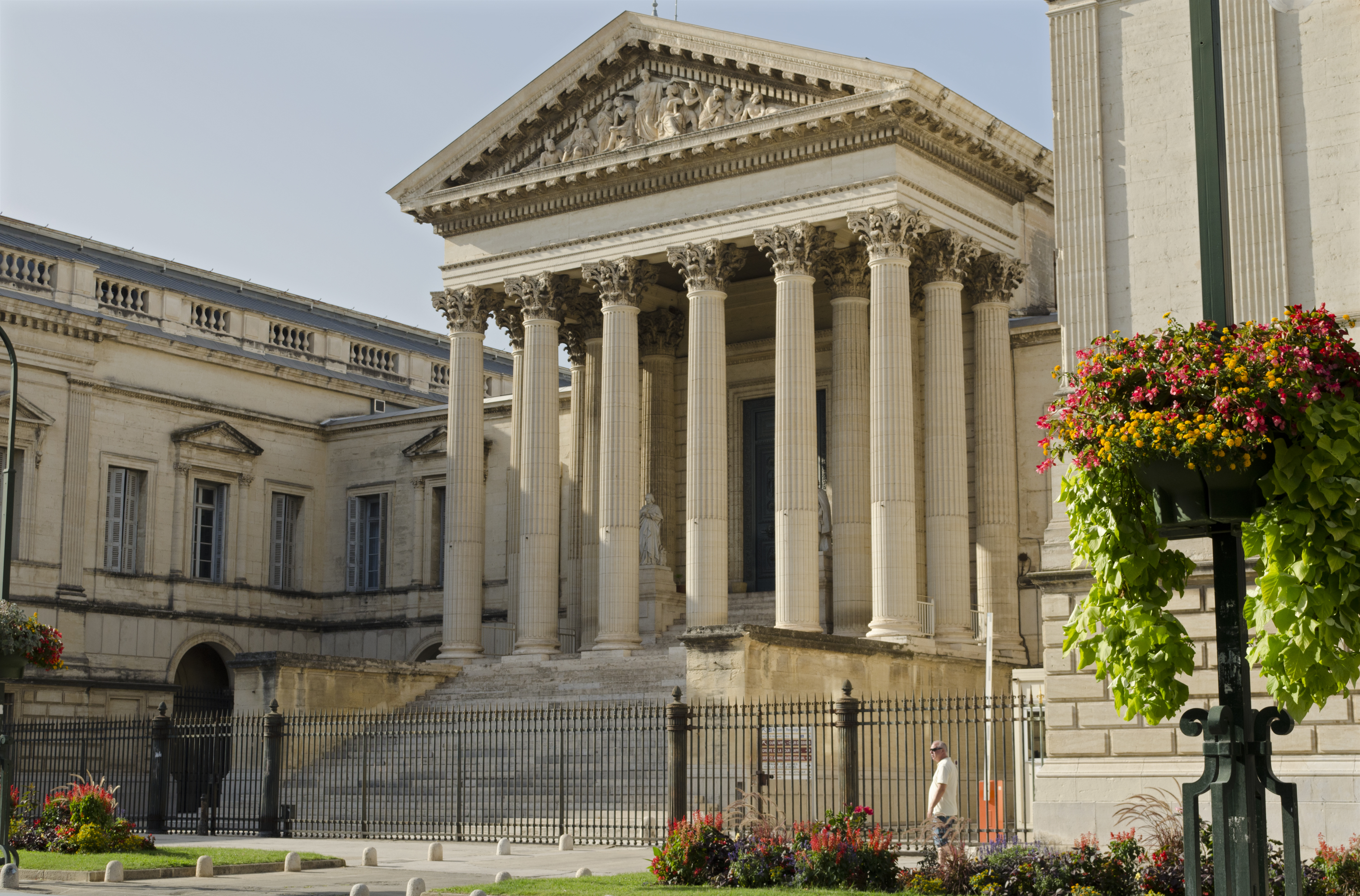
L'ancien Palais de Justice, actuel siège de la Cour d'assise et de la cour d'appel.
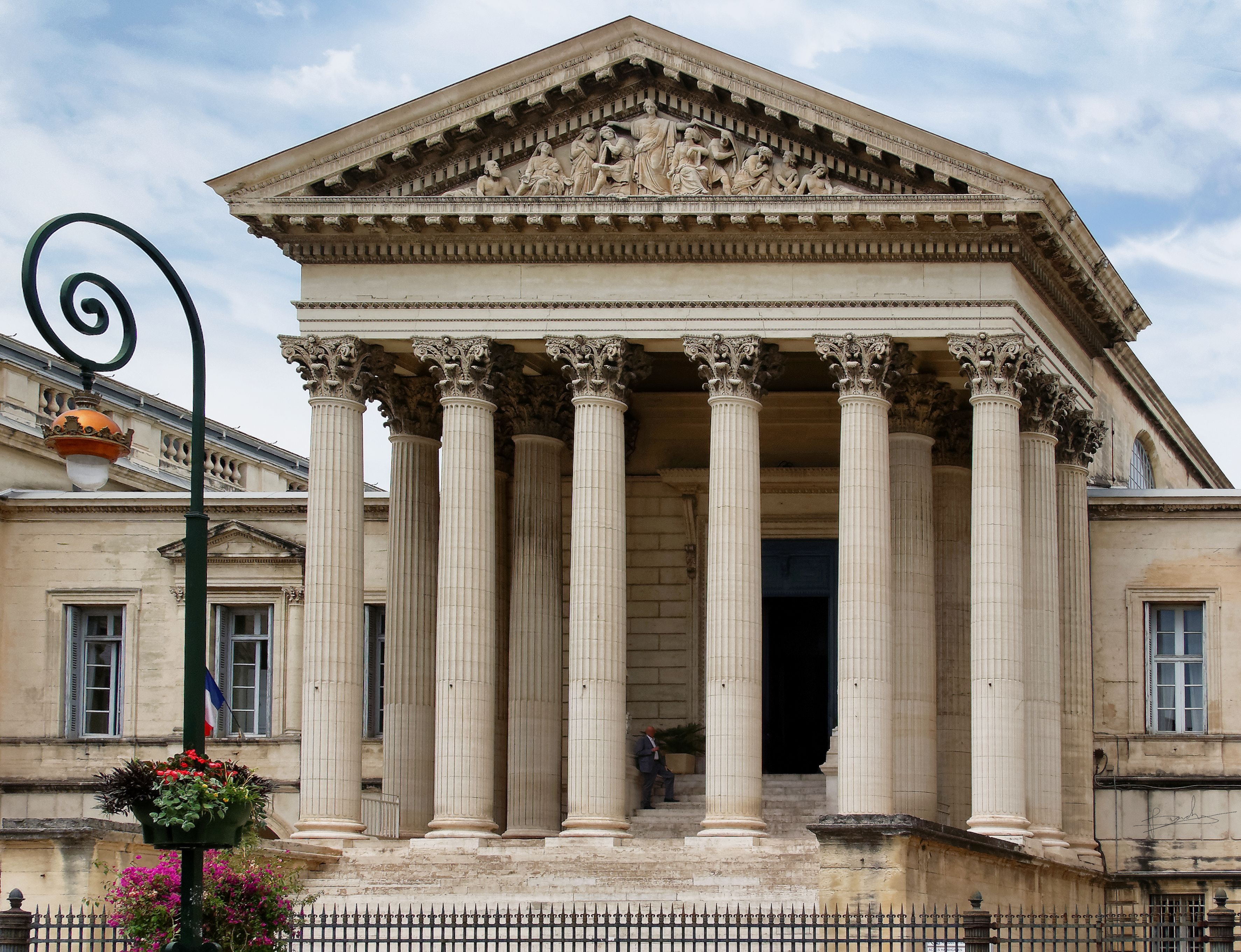
Palais de justice, ensemble.
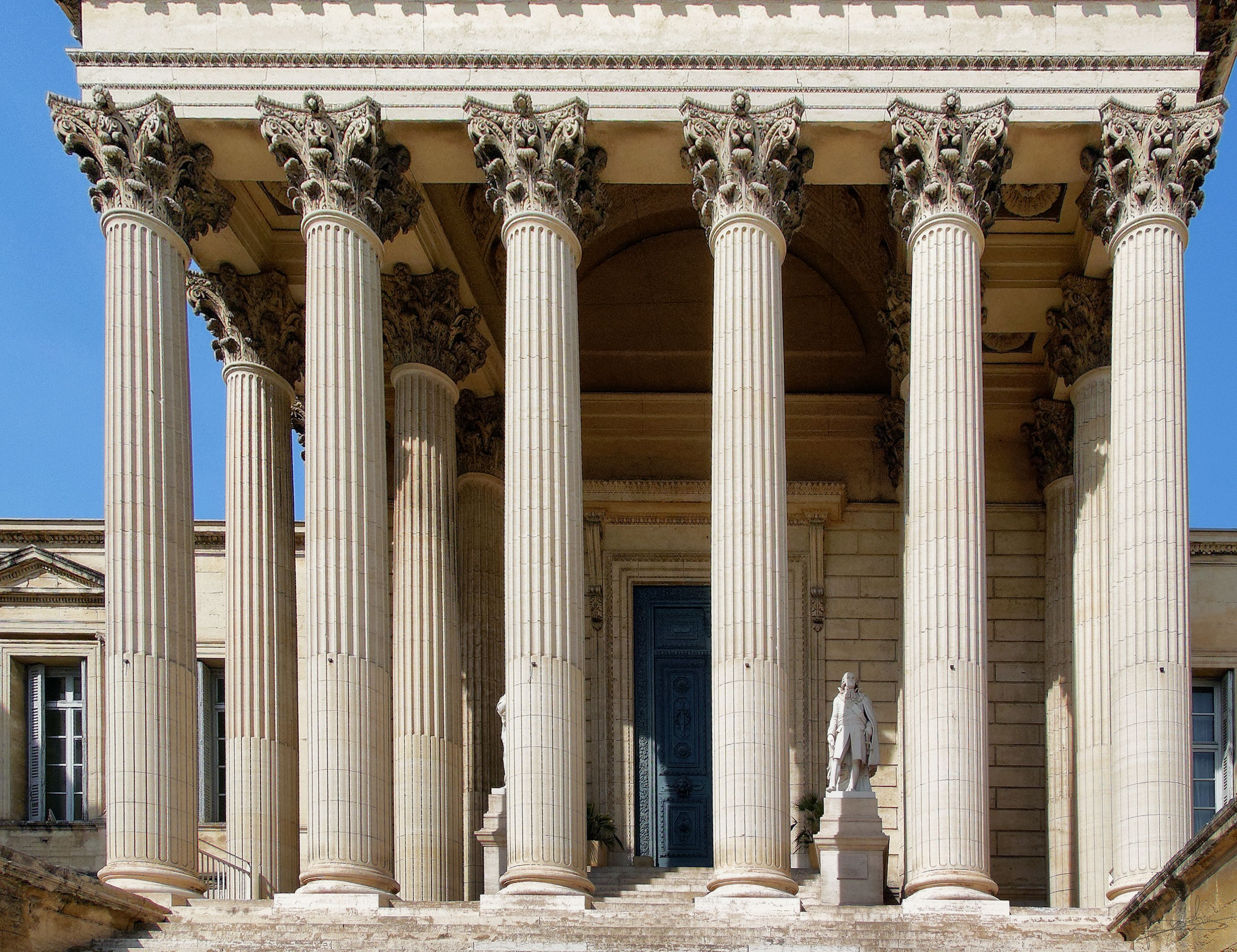
Palais de justice, détail colonnes.
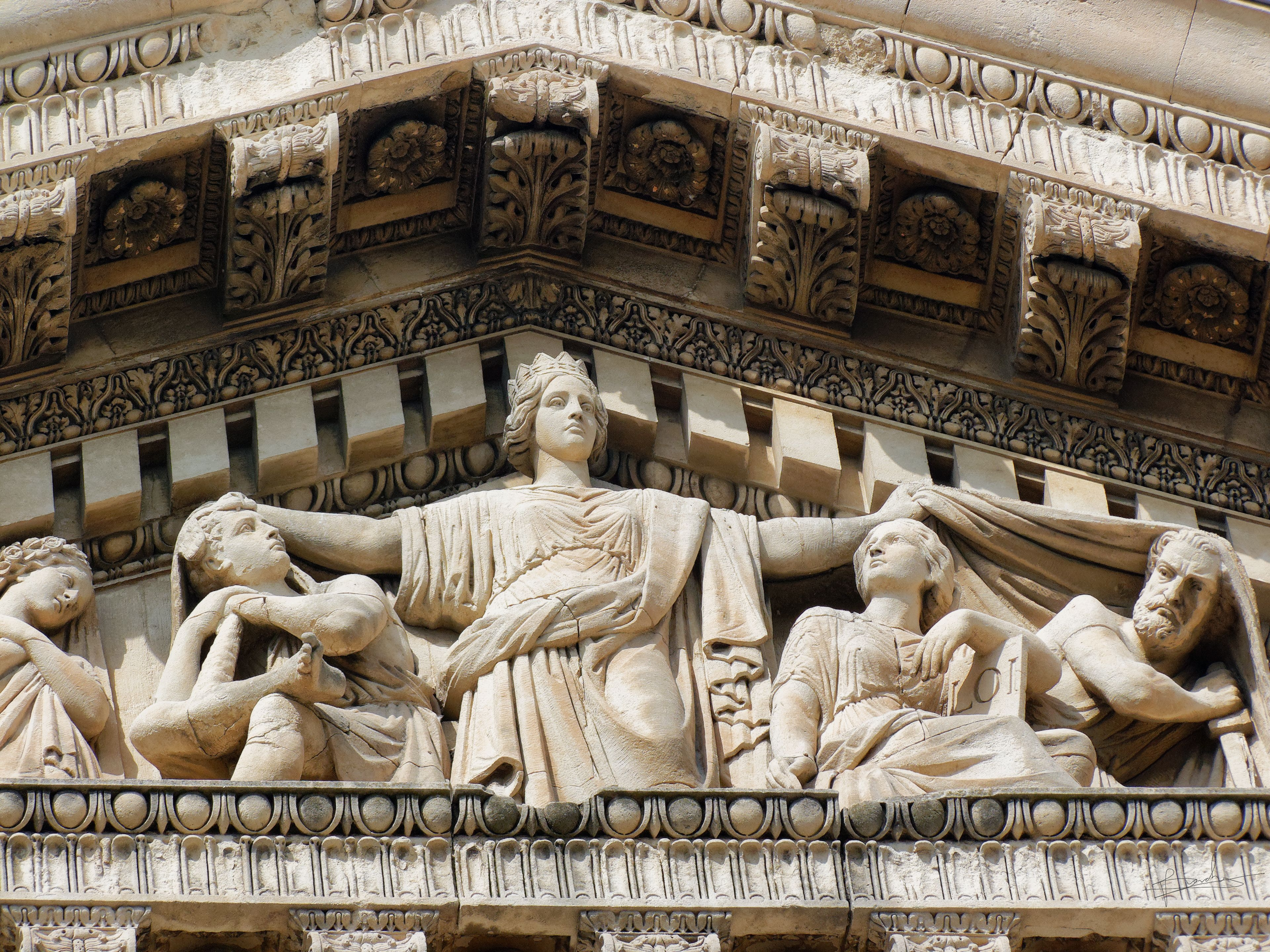
Palais de justice, détail fronton.

## Protection
Dans le cadre du secteur sauvegardé, cette construction commencée en 1846 et achevée en 1853 dans le style néoclassique fait l’objet d’une inscription au titre des monuments historiques depuis le 25 mars 1994. De plus plusieurs mobiliers font l'objet d'une inscription comme : le tableau Louis XIV soutenu par la Justice et la Religion, le tableau Province du Languedoc se mettant sous la protection de la Justice, trois Cartels et quatre fauteuils.